# Tricholoma unifactum
Tricholoma unifactum är en svampart som beskrevs av Peck 1905. Tricholoma unifactum ingår i släktet musseroner och familjen Tricholomataceae.   Inga underarter finns listade i Catalogue of Life.